# 哈馬布濟安區

36°23′00″N 6°36′00″E / 36.3833°N 6.6000°E
哈馬布濟安區（阿拉伯语：‎），是阿爾及利亞的行政區，位於該國東北部，由君士坦丁省負責管轄，首府設於哈馬布濟安，面積187平方公里，2008年人口124,903人，人口密度每平方公里668人。